# Tour Altaïs Evolution
La tour Altaïs Evolution (anciennement appelée tour Rond Point 93, centre administratif) est une double-tour de bureaux située dans la commune de Montreuil au 65 rue du Capitaine Dreyfus, en plein centre-ville, à proximité de la tour Cityscope.
Elle comporte un parking de 242 places en sous-sol.
Ce site est desservi par la station de métro Mairie de Montreuil.

## Histoire
Cette tour de bureaux fut achevée en 1973 dans le cadre d'un grand projet d'aménagement urbain "Rond Point 93" qui comprenait en parallèle un grand centre commercial (aujourd'hui rasé) ainsi qu'un parking public.
Le Centre administratif de la Ville de Montreuil possédait originellement ses quartiers au niveau de la tour, jusqu'à 2009.
La tour a connu récemment une importante phase de réhabilitation organisée par l'agence Landscale Architecture visant à prétendre aux labels BREEAM, HQE et LEED. Les travaux se sont achevés en 2019. 

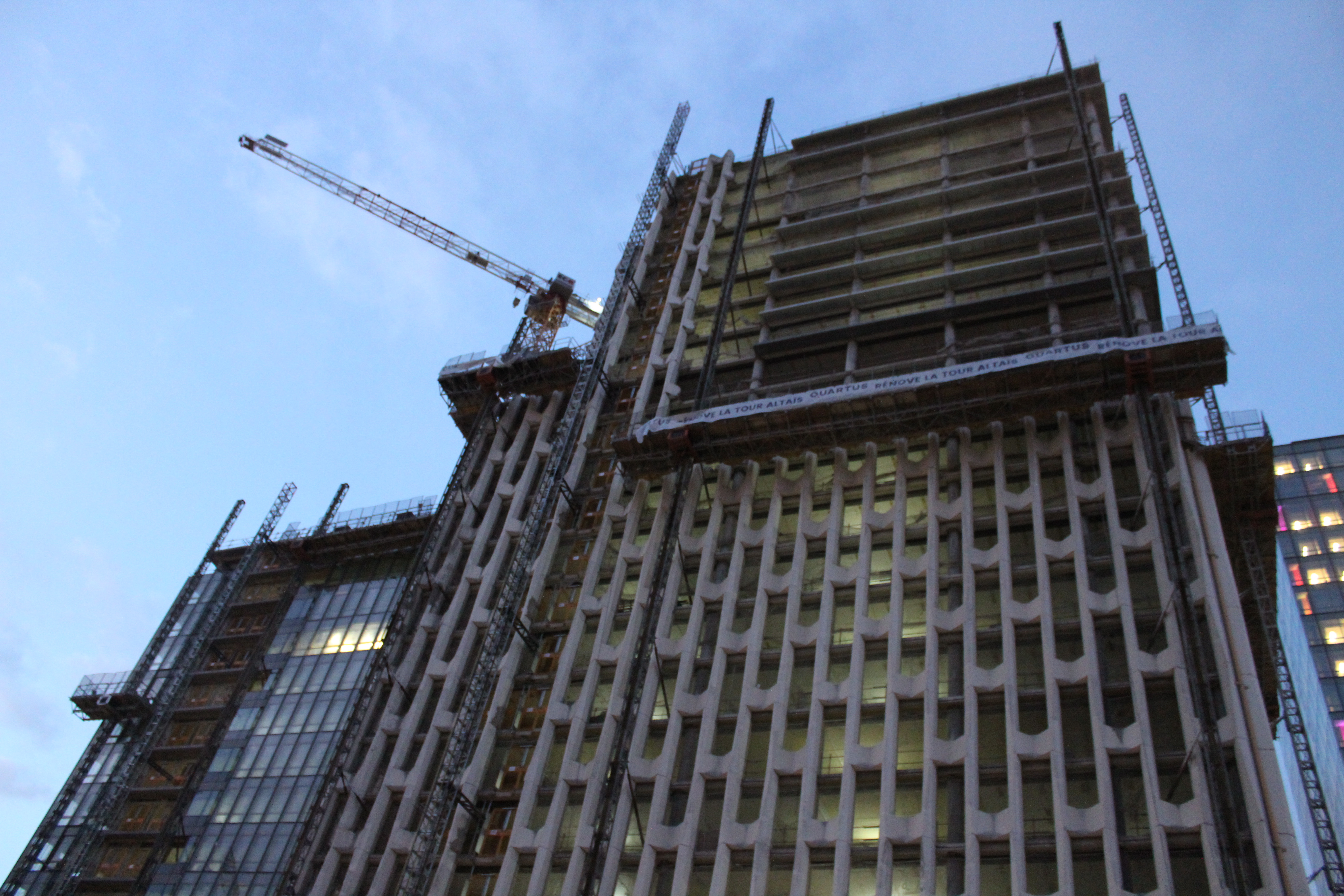
Rénovation de la tour Altaïs Evolution (janvier 2018)